# 越南人民军第308师
越南人民军第308师成立于1949年，参加过法越战争、越南战争、中越战争，是越南人民军陆军中一支比较著名的部队。

## 简介
1949年1月，越南共产党中央委员会召开第六次中央干部会议，会议决定组建越南民主共和国的第一个主力步兵师，1949年2月，越南人民军总参谋部召开会议讨论组建方案。1949年4月，越南人民军陆军的6个主力营（第18步兵营、第23步兵营、第29步兵营、第79步兵营、第626步兵营、第410炮兵营）被组建为308师（当时称为“大团”），师长兼政委王承武，副师长高文庆。1950年5月—1950年7月，第308师在中华人民共和国境内由中国人民解放军更换了装备并在中国人民解放军军事顾问吴效闵的指导下进行了军事训练，后王砚泉担任顾问，参与边界战役，1954年，第308师参加了奠边府战役。 
1968年，越南人民军陆军第308步兵师被调到南越参加了溪生战役，1971年，第308师参加了9号公路战役，全歼了南越陆军第17装甲团。1972年，第308师参加了广治战役，因为骄傲轻敌导致损失惨重，被迫撤回北越进行休整。1974年初，第308师南下至南越的广治地区战斗。1975年，第308师在春季总进攻中担任战略预备队。
1979年2月17日，中国人民解放军在中越边境东线4个军的10余万人和西线3个军的10余万人攻入越南，中越战争爆发，3月1日，越南人民军陆军第308步兵师参加了保卫谅山的战斗，3月4日，中国人民解放军陆军第55军打过了淇穷江，进入了谅山南市区，越南人民军陆军第308步兵师遭到中国人民解放军两个师的侧翼突袭，被迫撤退。3月5日，谅山南市区被中国人民解放军占领。
1979年—1981年，在苏联的援助下，第308师实现了机械化，成为了机械化步兵师，目前第308师是越南人民军陆军的精锐部队之一。